# Pakkahuoneenkatu
Pakkahuoneenkatu (français : rue principale) est une rue à Oulu en Finlande.

## Présentation
Pakkahuoneenkatu part de la bordure nord de la place du marché d'Oulu et se termine à Rautatienkatu, à deux pâtés de maisons au sud de la gare d'Oulu.
Au début de Pakkahuoneenkatu se trouve la Teräksen talo récemment rénovée, le restaurant Uusi Seurahuone, en face duquel se trouvent les locaux du Département d'Architecture de l'Université d'Oulu. 
La place centrale d'Oulu et le parc Otto Karhi sont aussi en bordure de Pakkahuoneenkatu.

## Histoire
Pakkahuoneenkatu existe depuis la domination suédoise. 
La rue tire son nom de la salle d'emballage située sur la place du marché.

## Galerie

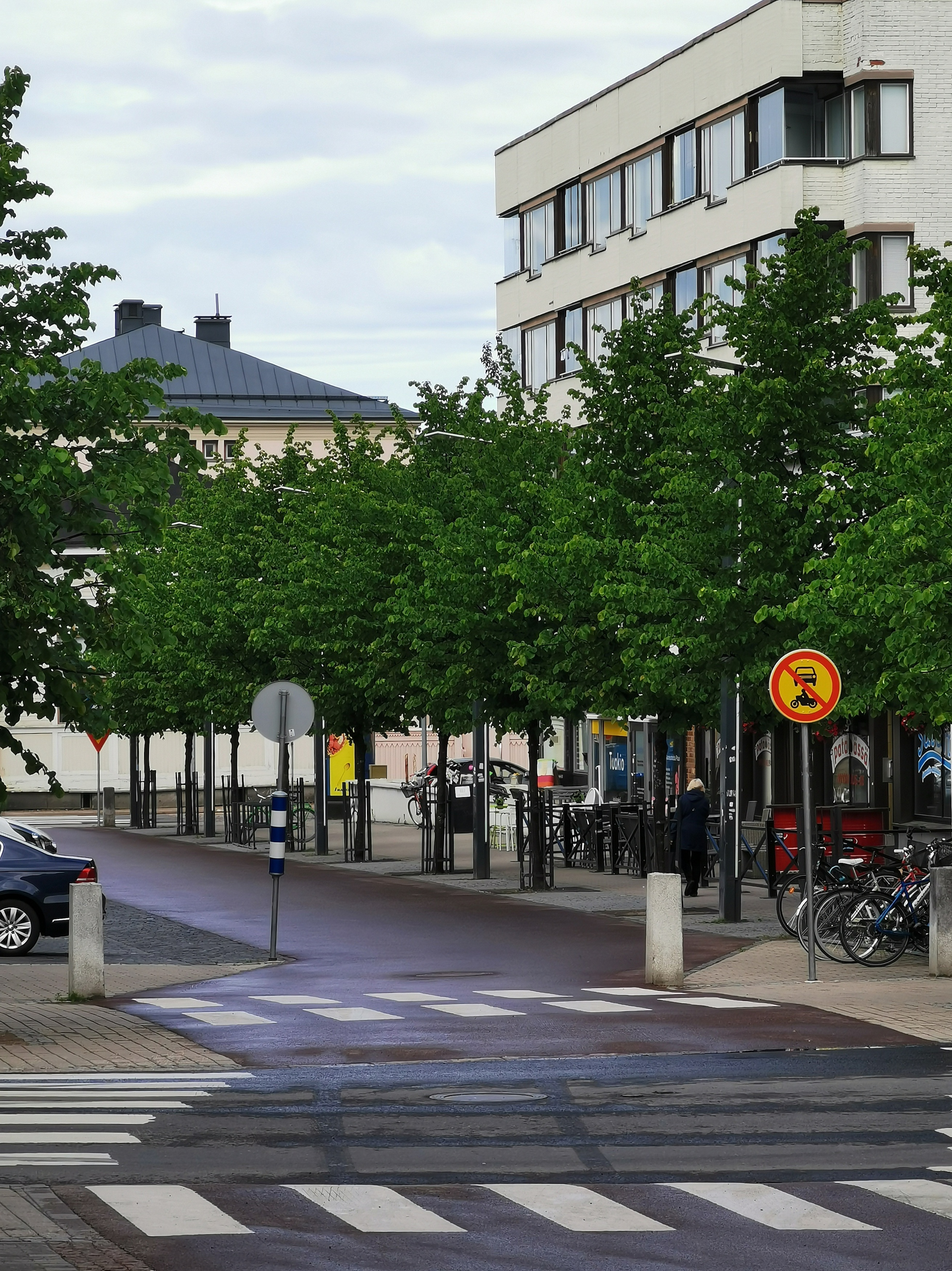
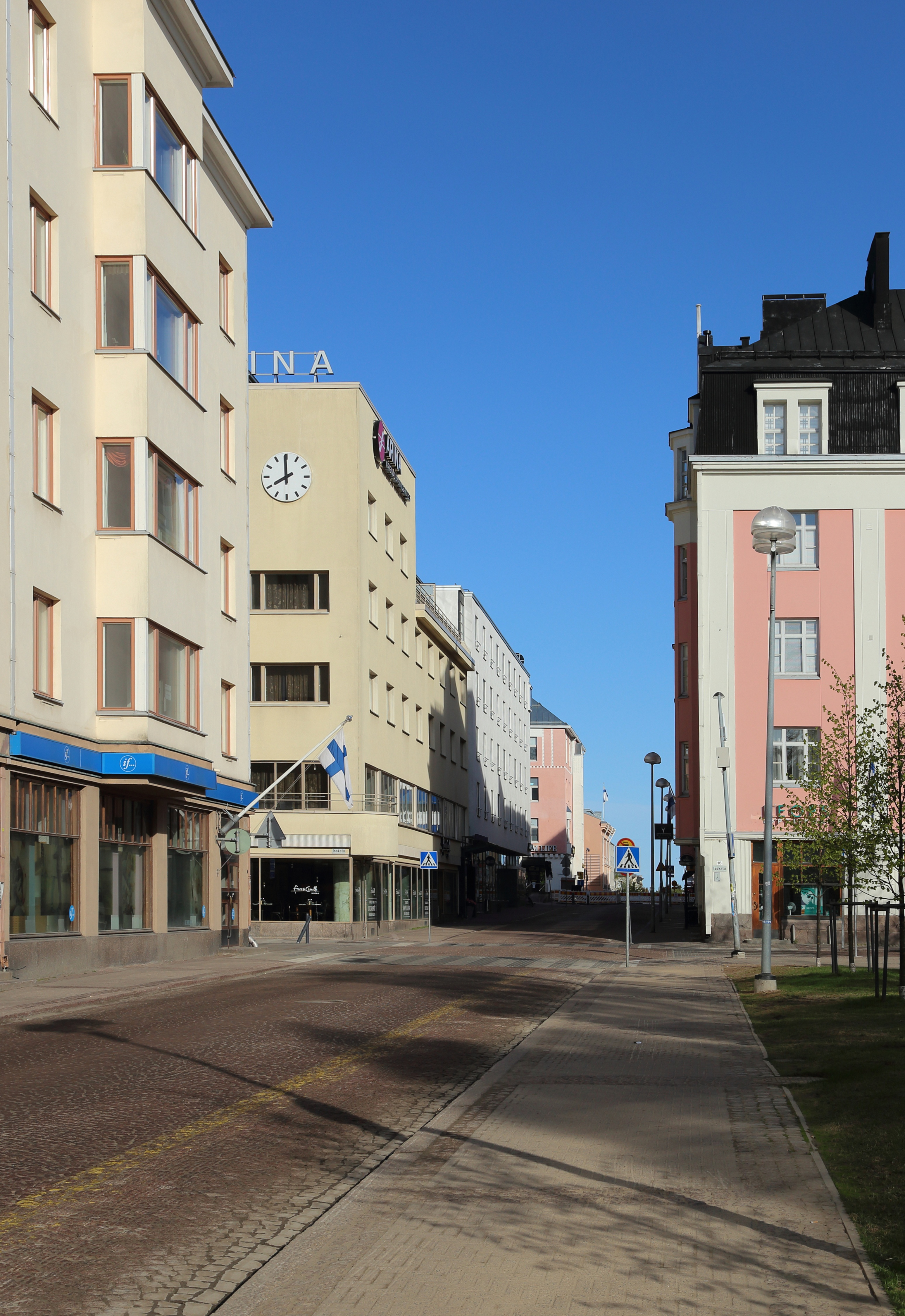
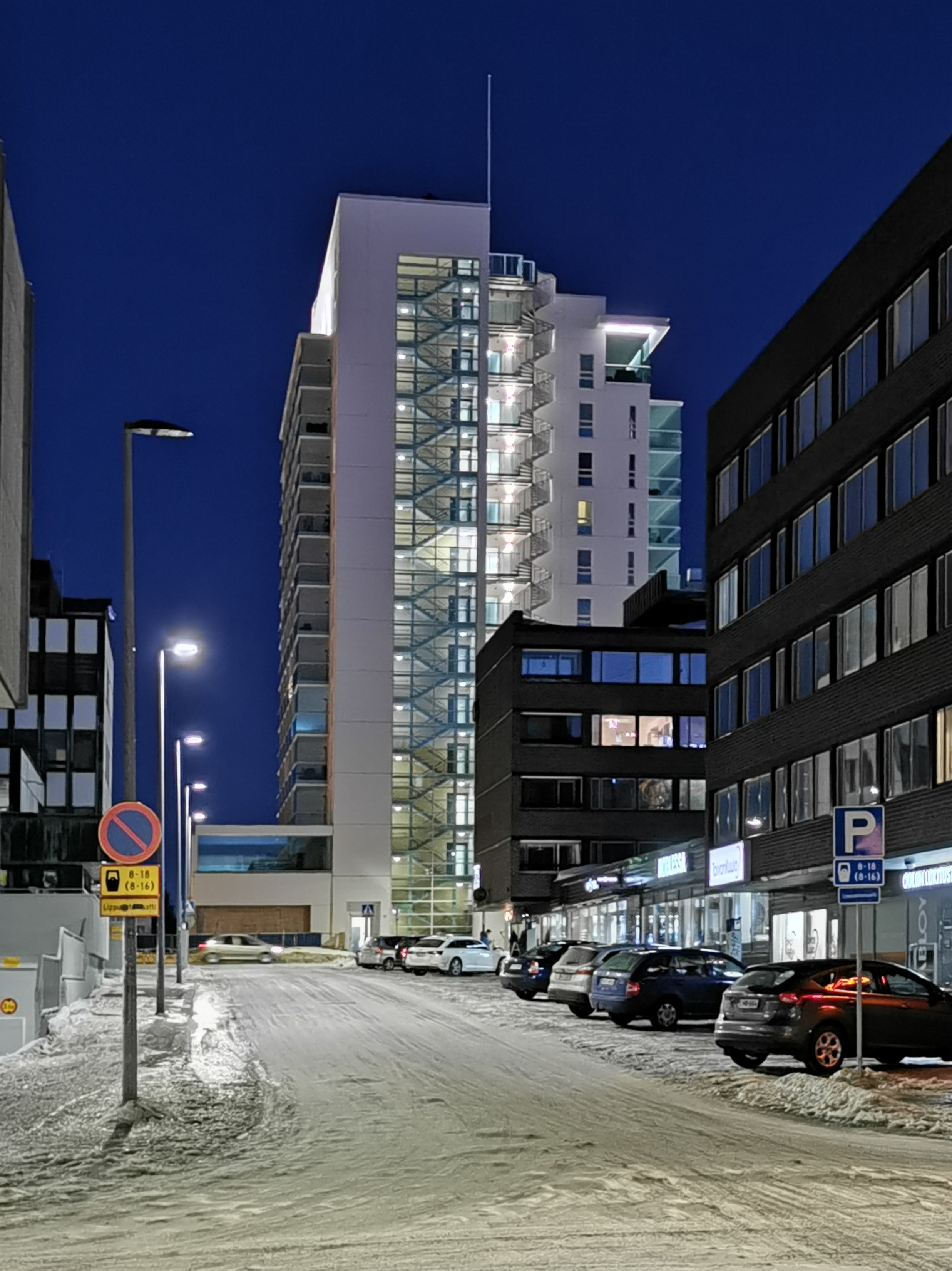
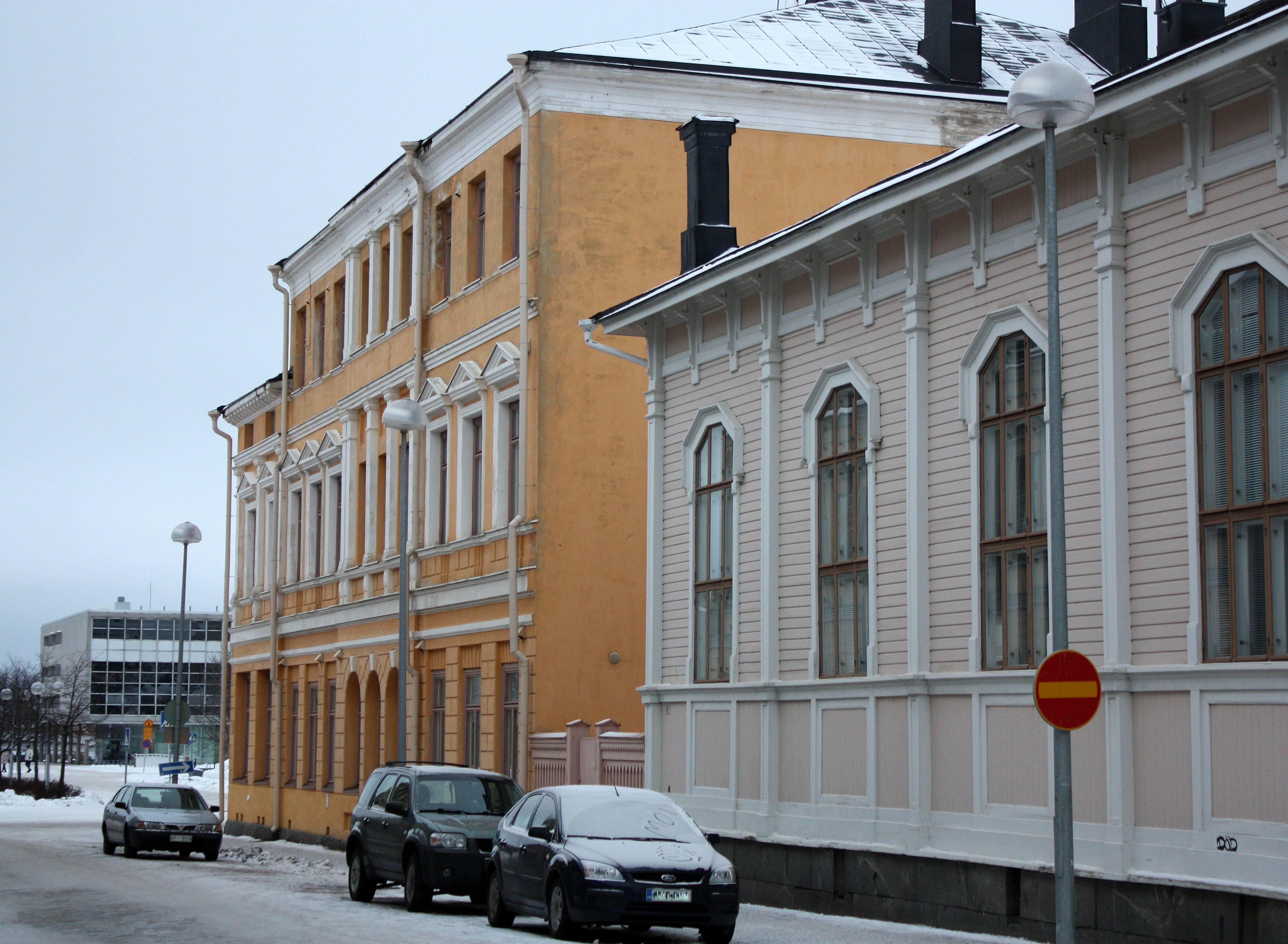
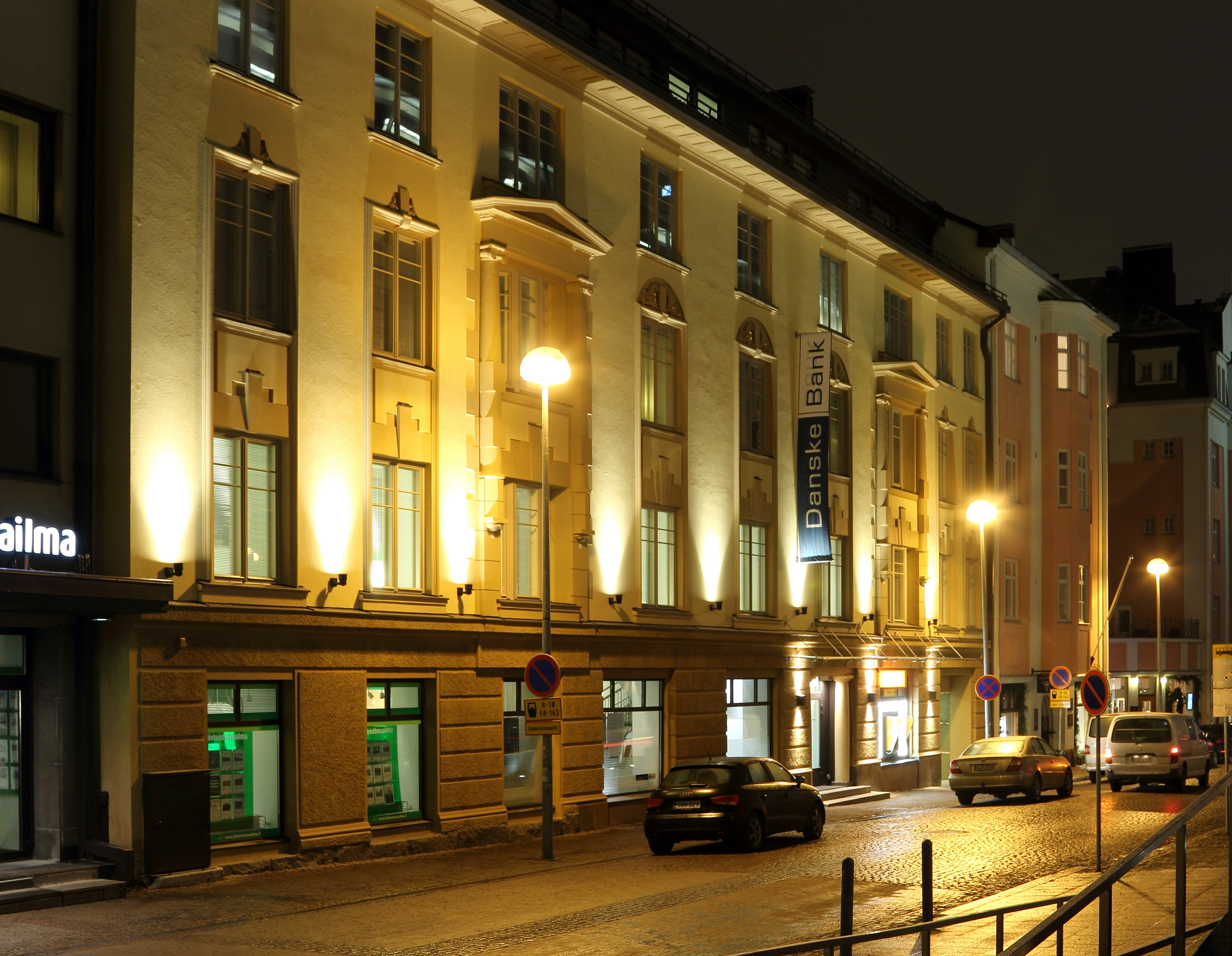
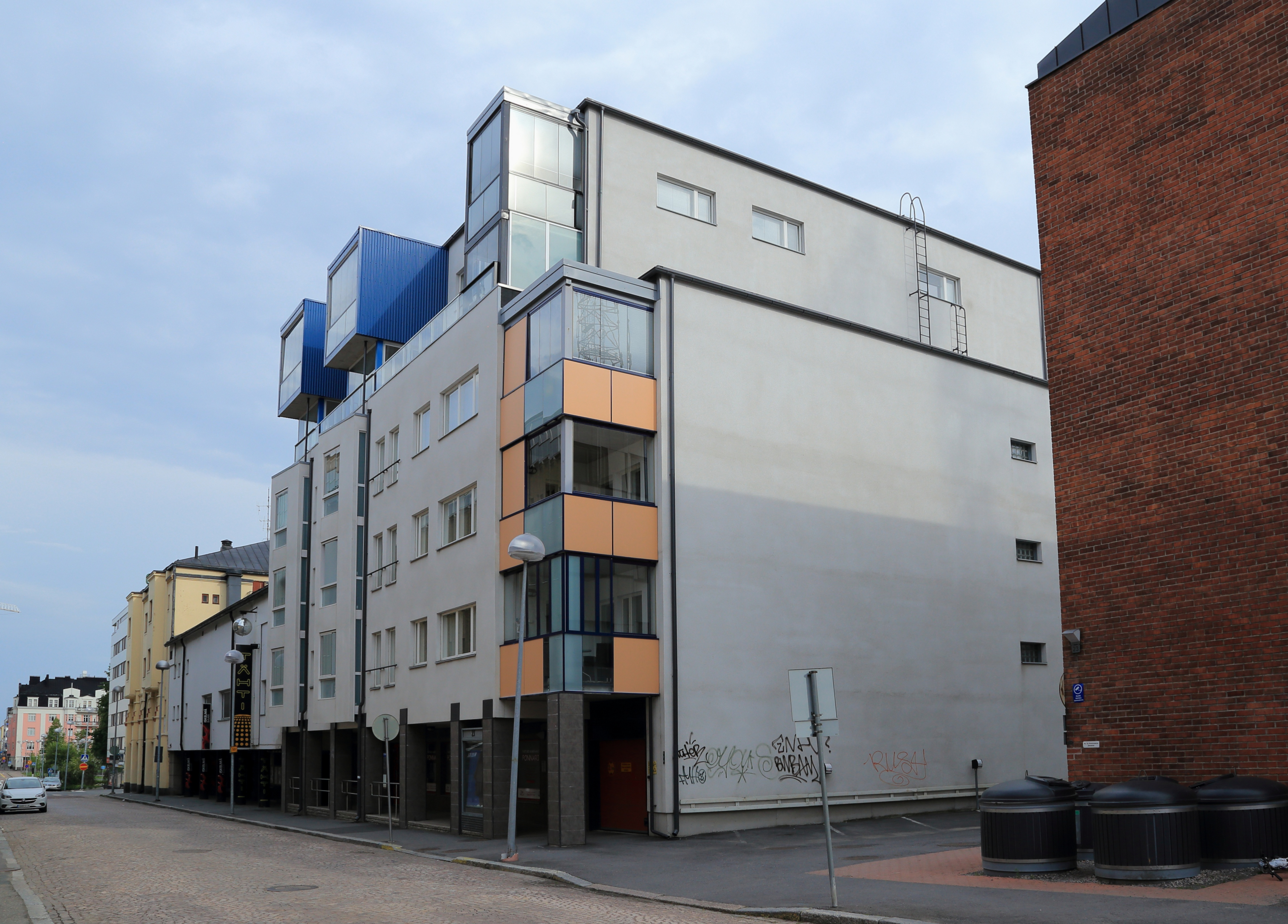
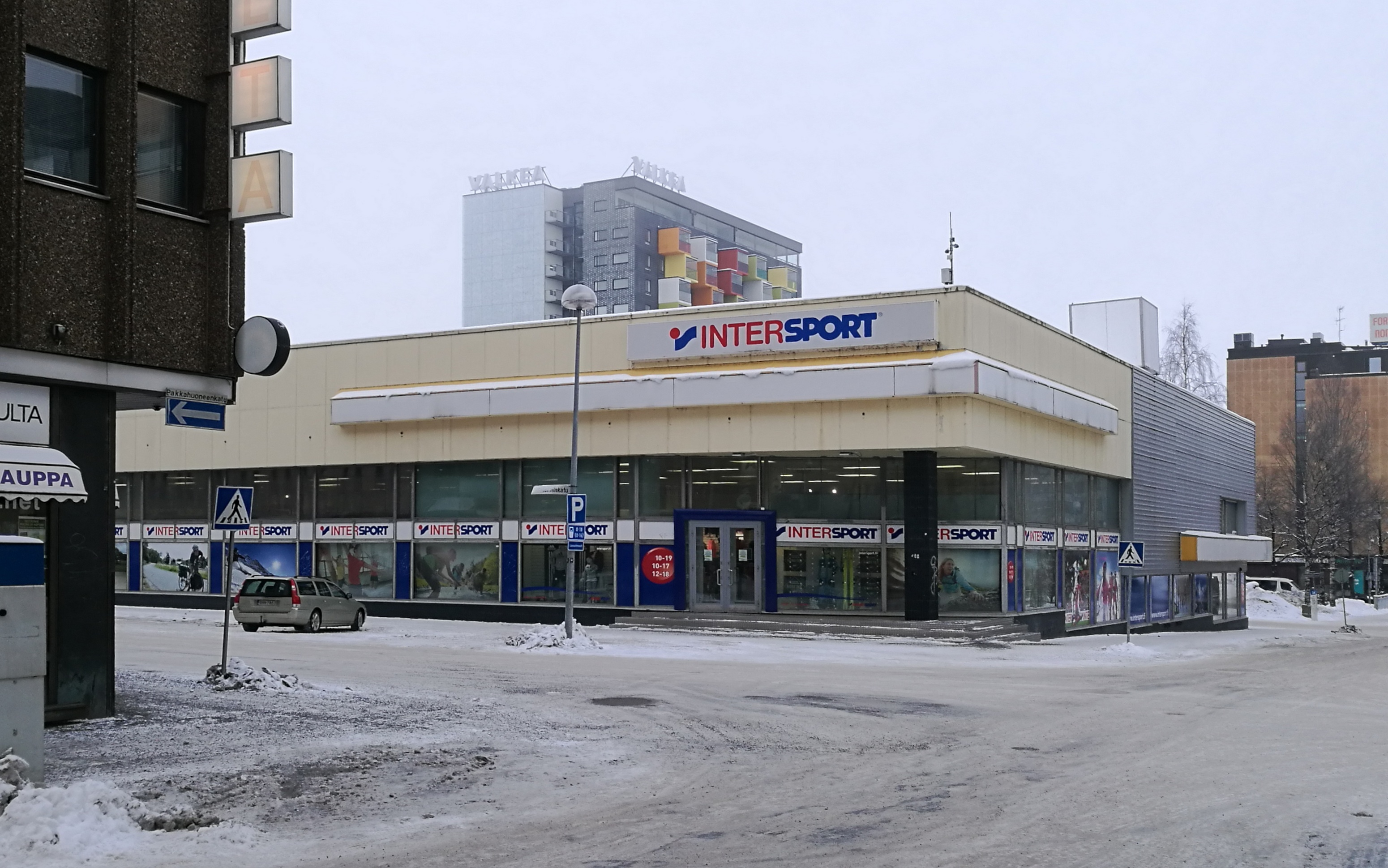
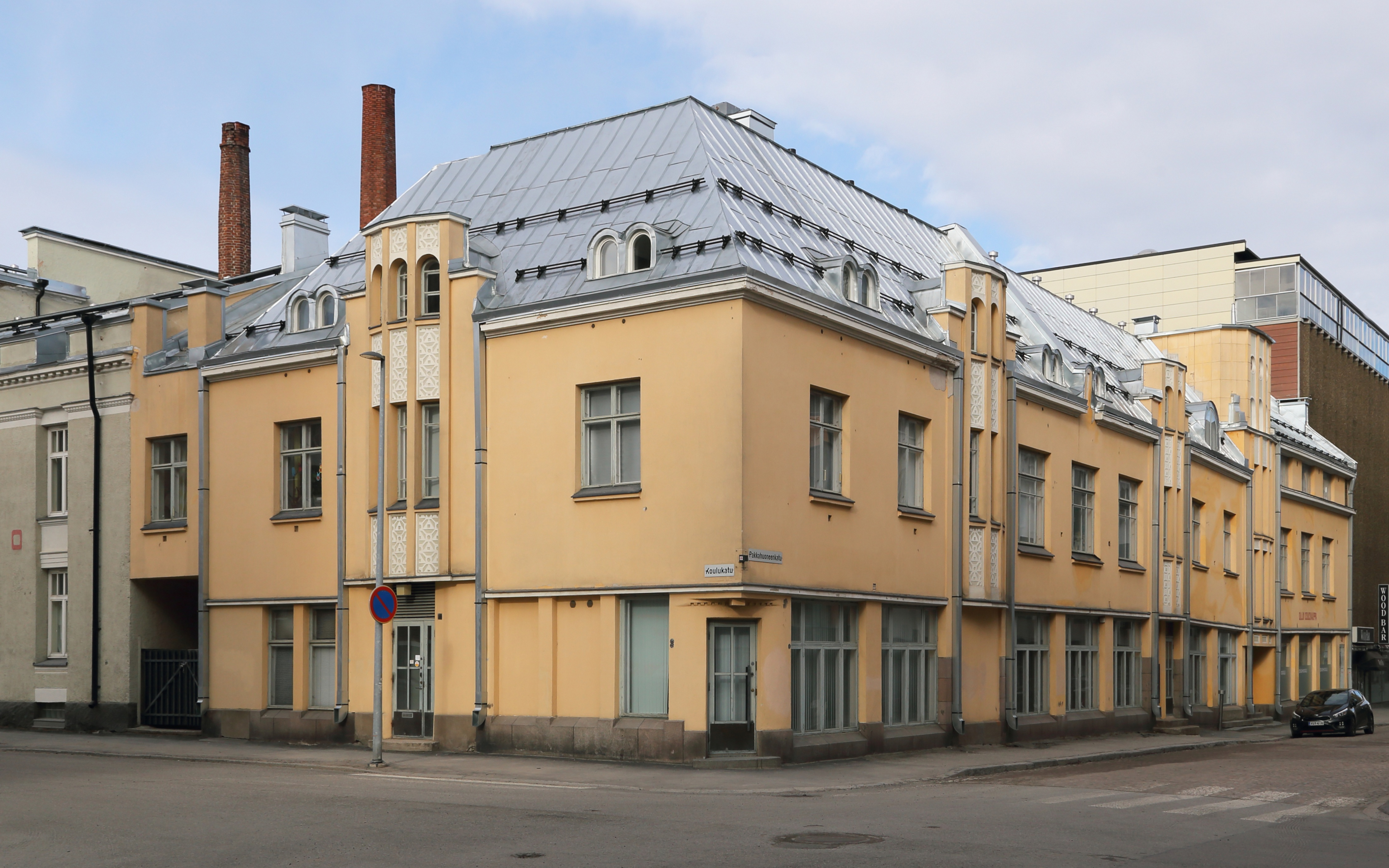
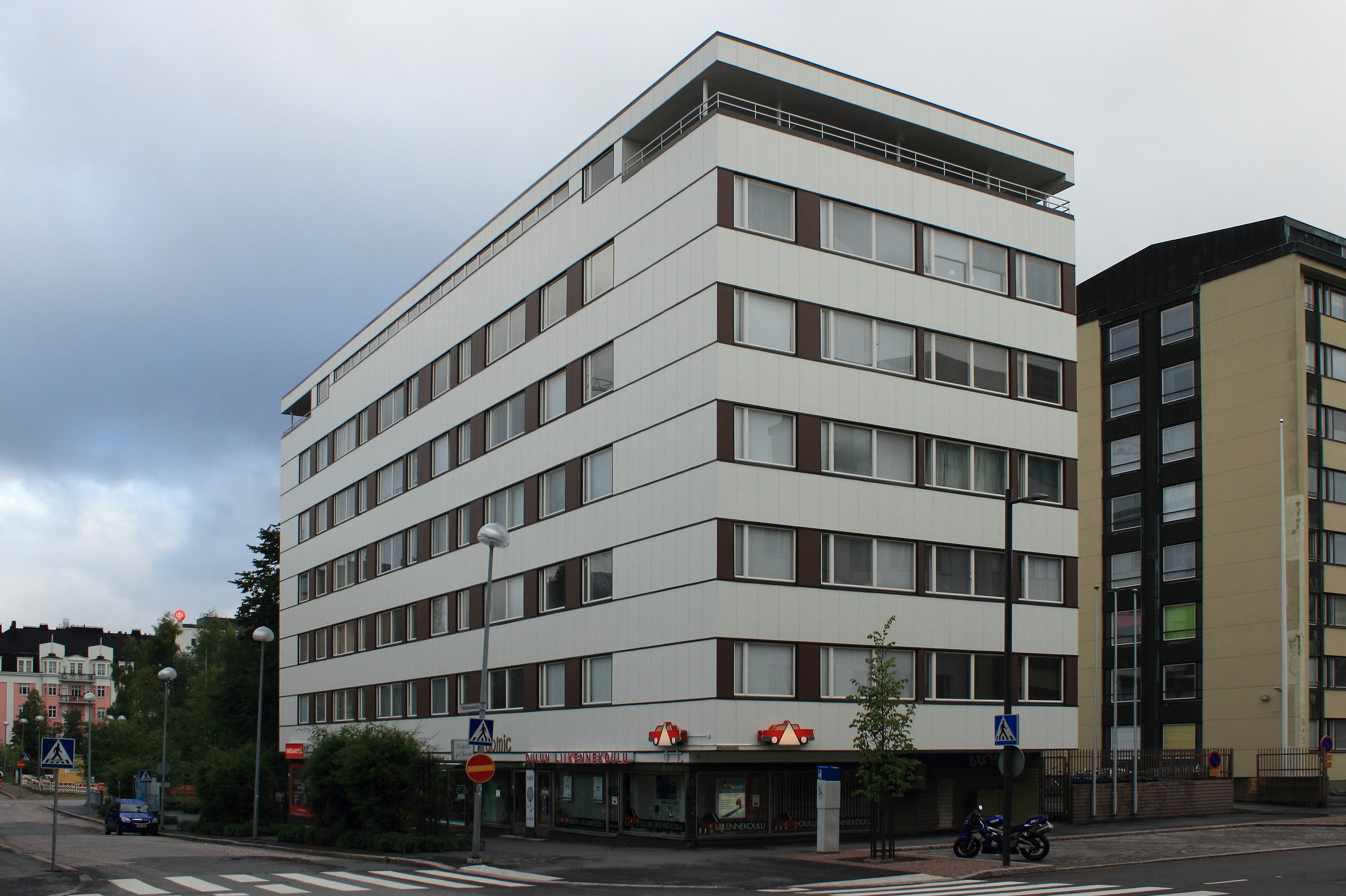